# L'escàndol Blaze
L'escàndol Blaze (títol original:Blaze) és una pel·lícula estatunidenca dirigida per Ron Shelton i estrenada l'any 1989. És la biografia de Blaze Starr. Ha estat doblada al català.

## Argument
La història d'un idil·li discutit entre un polític i una stripper als anys cinquanta.
El film està inspirat en la vida del governador de Luisiana Earl Kemp Long a partir del llibre Blaze Starr: My Life as Told to Huey Perry, una biografia de Blaze Starr, antiga stripper i companya de Earl Long, interpretada en aquest film per Lolita Davidovich.
A finals dels anys 50, en l'estat de Luisiana, el governador progressista Earl Long no compta amb les simpaties de una societat conservadora que no tolera la conducta d'un home capaç de demanar el vot pel carrer i de considerar als negres tan capacitats com els blancs.

## Repartiment
- Paul Newman: Gov. Earl K. Long
- Lolita Davidovich: Blaze Starr
- Jerry Hardin: Thibodeaux
- Gailard Sartain: LaGrange
- Jeffrey DeMunn: Eldon Tuck
- Garland Bunting: Doc Ferriday
- Richard Jenkins: Picayune
- Brandon Smith: Arvin Deeter
- Jay Chevalier: Wiley Braden
- Robert Wuhl: Red Snyder
- James Harper: Willie Rainach
- Blaze Starr: Lily

## Nominacions
1989: Nominada a l'Oscar a la millor fotografia

## Crítica
"Una petita tragedia americana en clau de farsa, que acaba amb un brillant moment de cinema"